# Behonne
Behonne – miejscowość i gmina we Francji, w regionie Grand Est, w departamencie Moza.
Według danych na rok 1990 gminę zamieszkiwało 848 osób, a gęstość zaludnienia wynosiła 92 osób/km² (wśród 2335 gmin Lotaryngii Behonne plasuje się na 415. miejscu pod względem liczby ludności, natomiast pod względem powierzchni na miejscu 652.).